# Wołowa Góra
Wołowa Góra (niem. Ochsenberg, 1041 m n.p.m.) – szczyt w Karkonoszach, w obrębie Kowarskiego Grzbietu.
Jest to wybitny szczyt, a właściwie masyw w północnej części Kowarskiego Grzbietu. Stanowi główną kulminację bocznego grzbietu odchodzącego od Czoła ku północy i rozciągającego się od Krzaczyny do Kowar. W masywie tym wyróżnia się jeszcze Łysa Góra oraz wysunięty na północ i dużo niższy Modrzak.
Zbudowany ze skał metamorficznych wschodniej osłony granitu karkonoskiego – przede wszystkim gnejsów.
Wołowa Góra jest wykorzystywana jako startowisko paralotniowe.